# Penthouse and Pavement
Albums de Heaven 17
The Luxury Gap
(1983)
Penthouse and Pavement est le premier album de Heaven 17, sorti en 1981.

## L'album
La presse accueille favorablement le premier single We don't need this qui est diffusé sur les pistes de danse mais dont l’ascension au hit-parade est entravé par le bannissement de la BBC, le titre suggérant que le nouveau président Ronald Reagan est un fasciste. 
L'album se classe à la 14e place du top 100 pendant 77 semaines. Il est certifié disque d'or par la BPI en octobre 1982. Il est cité dans l'ouvrage de référence Les 1001 albums qu'il faut avoir écoutés dans sa vie.

### Titres
Tous les titres sont de Martyn Ware, Ian Craig Marsh et Glenn Gregory. 
1. (We Don't Need This) Fascist Groove Thang (4:20)
2. Penthouse and Pavement (6:23)
3. Play To Win (3:37)
4. Soul Warfare (5:04)
5. Geisha Boys and Temple Girls (4:33)
6. Let's All Make A Bomb (4:03)
7. The Height of the Fighting (3:01)
8. Song With No Name (3:36)
9. We're Going To Live For A Very Long Time (3:15)

### Musiciens
- Glenn Gregory : voix
- Ian Craig Marsh : synthétiseurs, saxophone, percussions
- Martyn Ware : synthétiseurs, Linn LM-1, piano, percussions, voix
- Malcolm Veale : synthétiseurs, saxophone
- Josie James : voix
- Steve Travell : piano
- The Boys of Buddha : Cor d'harmonie
- John Wilson : basse, Guitare